# Colotois
Colotois is een geslacht van vlinders uit de familie van de spanners (Geometridae) en de onderfamilie Ennominae.

## Soorten
- Colotois nubilosa Hepp, 1932
- Colotois nuda Hepp, 1932
- Colotois pennaria Linnaeus, 1759 - gepluimde spanner
- Colotois robusta Bastelberger, 1908